# El Tala
El Tala é um município da província de Salta, na Argentina.